# Cooper T20
Copper T20 je Cooperjev dirkalnik, ki je bil uporabljen na dirkah Formule 1 in Formule 2 med sezonama 1952 in 1958, večinoma s strani privatnih dirkačev in moštev, na prvenstvenih dirkah Formule 1 pa v sezonah 1952 in 1953. Skupno so dirkači z njim nastopili na stotrinajstih dirkah v obeh kategorijah, od tega so oseminšestdesetkrat dirko končali ter dosegli tri zmage in še petnajst uvrstitev na stopničke.
Na prvenstvenih dirkah Formule 1 so dirkači dosegli štiri urstitve med dobitnike točk, vse v sezoni 1952. Mike Hawthorn je s stretjim mestom na dirki za Veliko nagrado Velike Britanije dosegel najboljšo uvrstitev, bil pa je še četrti na dirkah za Veliko nagrado Belgije in Veliko nagrado Nizozemske, Alan Brown pa je dosegel peto mesto na dirki za Veliko nagrado Švice. Na neprvenstvenih dirkah pa je Hawthorn zmagal na dirkah Lavant Cup in Ibsley F2 Race, Reg Parnell pa še na dirki West Essex C.C. F2 Race. Dirkalnik je bil v uporabi tudi na prvenstvenih dirkah v sezoni 1953, toda brez uvrstitev med dobitnike točk, na neprvenstvenih dirkah pa vse do sezone 1958, ko je Jim Boyd nastopil na dirki za Veliko nagrado Nove Zelandije.

## Popolni rezultati Svetovnega prvenstva Formule 1
(legenda) (Odebeljene dirke pomenijo najboljši štartni položaj, poševne pa najhitrejši krog)
| Leto | Motor              | Moštvo             | Dirkači             | 1   | 2   | 3   | 4   | 5   | 6   | 7   | 8   | 9   |
| ---- | ------------------ | ------------------ | ------------------- | --- | --- | --- | --- | --- | --- | --- | --- | --- |
| 1952 | Bristol Straight-6 |                    |                     | ŠVI | 500 | BEL | FRA | VB  | NEM | NIZ | ITA |     |
| 1952 | Bristol Straight-6 | Ecurie Richmond    | Eric Brandon        | 8   |     | 9   |     | 20  |     |     | 13  |     |
| 1952 | Bristol Straight-6 | Ecurie Richmond    | Alan Brown          | 5   |     | 6   |     | 22  |     |     | 15  |     |
| 1952 | Bristol Straight-6 | Leslie Hawthorn    | Mike Hawthorn       |     |     | 4   |     | 3   |     | 4   | Ret |     |
| 1952 | Bristol Straight-6 | Archie Bryde       | Mike Hawthorn       |     |     |     | Ret |     |     |     |     |     |
| 1952 | Bristol Straight-6 | Archie Bryde       | Reg Parnell         |     |     |     |     | 7   |     |     |     |     |
| 1952 | Bristol Straight-6 | Ecurie Ecosse      | David Murray        |     |     |     |     | Ret |     |     |     |     |
| 1952 | Bristol Straight-6 | Scuderia Franera   | Ken Wharton         |     |     |     |     |     |     |     | 9   |     |
| 1953 | Bristol Straight-6 |                    |                     | ARG | 500 | NIZ | BEL | FRA | VB  | NEM | ŠVI | ITA |
| 1953 | Bristol Straight-6 | Cooper Car Company | Alan Brown          | 9   |     |     |     |     |     |     |     |     |
| 1953 | Bristol Straight-6 | Cooper Car Company | Adolfo Schwelm Cruz | Ret |     |     |     |     |     |     |     |     |
| 1953 | Bristol Straight-6 | Ecurie Ecosse      | Jimmy Stewart       |     |     |     |     |     | Ret |     |     |     |
| 1953 | Bristol Straight-6 | Tony Crook         | Tony Crook          |     |     |     |     |     | Ret |     |     |     |